# Ramon Magsaysay, Zamboanga del Sur
Ramon Magsaysay là một đô thị cấp bốn ở tỉnh Zamboanga del Sur, Philippines. Theo điều tra dân số năm 2000, đô thị này có dân số 23.323 người trong 4.741 hộ.

## Các đơn vị hành chính
Ramon Magsaysay, về mặt hành chính, được chia thành 27 khu phố (barangay).
| - Bagong Opon - Bambong Daku - Bambong Diut - Bobongan - Campo IV - Campo V - Caniangan - Dipalusan - Đern Bobongan - Esperanza - Gapasan - Katipunan - Kauswagan - Lower Sambulawan | - Mabini - Magsaysay - Malating - Paradise - Pasingkalan - Poblacion - San Fernando - Santo Rosario - Sapa Anding - Sinaguing - Switch - Upper Laperian - Wakat |